# Hieracium modicum
Hieracium modicum es una especie de planta con flor del género Hieracium, de la familia Asteraceae, orden Asterales.

## Distribución
Hieracium modicum se distribuye por Finlandia y Noruega.

## Taxonomía
Fue descrita científicamente por Norrl.